# Mientras tanto
Mientras tanto es una película dramática argentina-francesa de 2006 dirigida por Diego Lerman. Está protagonizada por un reparto coral conformado por Valeria Bertuccelli, María Merlino, Claudio Quinteros, Sergio Boris, Luis Herrera, Tatiana Saphir, Beatriz Thibaudin, Osmar Núñez, Marilu Marini y Luis Ziembrowski. La película se estrenó mundialmente el 6 de septiembre de 2006 en el Festival Internacional de Cine de Venecia, mientras que su estreno comercial en las salas de cines de Argentina fue el 28 de septiembre de 2006.

## Sinopsis
Ambientada en Buenos Aires, la película sigue la vida de varias personas que tienen que atravesar diferentes procesos sentimentales referidos a lo amoroso y familiar, con los cuales también deberán afrontar para después tomar una decisión sobre lo que tienen que hacer con esos vínculos que han establecido.

## Elenco
- Valeria Bertuccelli como Eva
- María Merlino como Violeta
- Claudio Quinteros como Mono
- Sergio Boris como Dalmiro
- Luis Herrera como Sergio
- Tatiana Saphir como Susana
- Beatriz Thibaudin como Magdalena
- Osmar Núñez como Tincho
- Luis Ziembrowski como Hugo
- Marilú Marini como Estela
- Paloma Palacios como Lupe
- Carla Crespo como Celia
- Julia Catalá como Ana
- Alejandro Mango como Julio
- Marcelo Subiotto como Marcelo
- Pablo De Nito como Carlos
- León Dyzen como Padre
- Verónica Hassan como Gladys
- Nya Quesada como Ñata Pavio
- Fernando Llosa como Quiromante
- Germán de Silva como Roque
- Ariel Portillo como Antonio

## Recepción

### Comentarios de la crítica
La película recibió críticas medianamente favorables por parte de la prensa. Nan Giménez de Ámbito Financiero expresó «imperfecto y todo, el film está lleno de elogiables detalles de autor; en primer lugar, Lerman narra con todo: su película es tan decididamente coral que el objeto más mínimo cobra protagonismo, igual que el humor feroz que por momentos se pone bastante más amargo, aunque nunca derrotista». Luis Pietragalla de Cine Freaks señaló que «Mientras tanto tiene una firme, clara y elaborada estructura, pero adolece de personajes que se desempeñen con la libertad de sus propias premisas, sin ser dependientes de “eso-que-se-quiere-decir”, tal vez producto de una sobre-elaboración».
El diario La Nación describió que «original en su propuesta, Mientras tanto logra interesar por la originalidad de su guion, que el director Diego Lerman, que ya había dado muestras de su capacidad para la calidez en Tan de repente, su primer largometraje, sabe construir esta historia, más de un lugar perceptivo que lógico». Luciano Monteagudo de Página 12 escribió «el director de Tan de repente propone un film coral sobre la soledad, pero no alcanza a escapar de los estereotipos».

### Premios y nominaciones
| Lista de premios y nominaciones | Lista de premios y nominaciones | Lista de premios y nominaciones | Lista de premios y nominaciones | Lista de premios y nominaciones | Lista de premios y nominaciones |
| Año                             | Organización                    | Categoría                       | Nominado/a(s)                   | Resultado                       | Ref(s)                          |
| ------------------------------- | ------------------------------- | ------------------------------- | ------------------------------- | ------------------------------- | ------------------------------- |
| 2006                            | Festival de los 3 Continentes   | Montgolfiera de plata           | Mientras tanto                  | Ganador                         | [ 8 ]                           |
| 2006                            | Premios Clarín                  | Mejor actriz                    | Valeria Bertuccelli             | Ganadora                        | [ 9 ]                           |
| 2006                            | Premios Clarín                  | Mejor actor de reparto          | Luis Ziembrowski                | Ganador                         | [ 9 ]                           |
| 2007                            | Premios Cóndor de Plata         | Mejor actriz                    | Valeria Bertuccelli             | Ganadora                        | [ 10 ]                          |
| 2007                            | Premios Sur                     | Mejor actor revelación          | Osmar Núñez                     | Nominado                        | [ 11 ]                          |